# Палагнюк Василь Васильович
Васи́ль Васи́льович Палагню́к (нар. 7 березня 1991, Киселів, Чернівецька область, УРСР, СРСР) — український футболіст, нападник. Найкращий бомбардир в історії чернівецької «Буковини» в український період. Нині гравець футбольного клубу «Пробій».

## Життєпис
Вихованець ДЮСШ «Буковини», де й розпочав свої перші кроки у футбольній кар'єрі. У чемпіонаті України (ДЮФЛ) виступав за чернівецьку «Буковину» та київське «Динамо». У 2008 році грав в аматорському колективі «Лужани», разом з яким ставав переможцем аматорського чемпіонату України.
Професіональну кар'єру розпочав у лавах алчевської «Сталі», де й дебютував у Першій лізі України у 2009 році. У футболці алчевської «Сталі» провів 96 матчів і відзначився 12 забитими голами у всіх турнірах. У 2012—2013 роках виступав за «Кримтеплицю», провівши 47 матчів, у яких забив 6 голів. У 2013 році перейшов у рідну «Буковину», де по завершенню сезону став кращим бомбардиром команди.
У 2014 році виступав у вірменському «Гандзасарі», де в Прем'єр лізі Вірменії забив 6 голів у 11 матчах. У квітні 2015 року повернувся в «Буковину», ставши знову кращим бомбардиром. У середині жовтня Василь отримав рецидив старої травми й не допоміг команді у трьох заключних матчах того календарного року.
У міжсезонні вдало відновився після травми й разом із командою активно готувався до другої половини чемпіонату. У серпні 2016 року перейшов до складу віце-чемпіона Молдови ФК «Дачія» (Кишинів), але вже у грудні того ж року залишив команду. У січні 2017 року перебував на перегляді в донецькому «Олімпіку», проте до підписання контракту справа не дійшла.
Тривалий час перебував у статусі вільного агента і лише тільки у вересні того ж року зміг працевлаштуватися в «Вересі» (Рівне). Дебютував за «Верес» 20 числа того ж місяця в матчі 1/16 фіналу кубка України проти «Агробізнесу» (Волочиськ). Перемогу здобула команда Василя, який в тому матчі провів весь основний час. 4 листопада 2017 року вийшовши на заміну в другому таймі, вперше зіграв у Прем'єр-лізі України в матчі проти кропивницької «Зірки».
У грудні того ж року НК «Верес» вирішив не продовжувати контракт з Василем, за це не тривалий час за першу команду він зіграв у 8-ми матчах (5 в чемпіонаті і 3 кубкових поєдинки), також регулярно грав за дублюючий склад. У кубку України разом з командою дійшов до чвертьфінальної стадії, де зазнав поразки від донецького «Шахтаря». У лютому 2018-го вдруге в своїй кар'єрі став гравцем кишинівської «Дачії», проте незабаром команда відмовилася грати у вищій лізі чемпіонату сезону 2018 року. 
З липня 2019 року знову був заявлений за рідну чернівецьку команду. 26 вересня 2020 року Василь провів 200-й офіційний матч у змаганнях ПФЛ (164 матчі у першій лізі та 36 у другій). 16 жовтня 2021 року провів 100-й офіційний матч у «футболці» чернівецької «Буковини» (29 матчів у першій лізі, 65 у другій і 6 кубкових ігор), а вже 30 жовтня наступного року Палагнюк відзначився 50-м офіційним забитим голом у складі рідної команди (17 голів у першій лізі, 31 у другій і 2 кубкових гола).
22 вересня 2023 року в матчі 9-го туру Першої ліги «Поділля» — «Буковина», який завершився внічию 1:1, став знаковим для нападника чернівецького клубу: на 48-й хвилині гри досвідченому форварду вдалося забити 57-й гол за свою кар’єру у складі «жовто-чорних». Таким чином, Палагнюку підкорилося історичне досягнення: футболіст став найкращим бомбардиром в історії «Буковини» в український період, перевершивши рекорд Бориса Фінкеля, який тримався більше 24-х років. Всього для підкорення бомбардирського рекорду Василю знадобилося зіграти за чернівецький клуб у 136 матчах — це найкращий середній показник (0,42 голи за гру) серед топ-5 найкращих бомбардирів «Буковини» в український період.
28 жовтня 2023 року Палагнюк провів 200-й офіційний матч у першій лізі України, а також досяг позначки у 45 забитих м’ячів в рамках даного турніру. 20 квітня 2024 року Василь вперше у своїй кар’єрі забив чотири м’ячі в одному матчі (поєдинок першої ліги України: «Металург» — «Буковина»), оформивши покер в цьому поєдинку Палагнюк повторив досягнення Бориса Фінкеля (він став другим гравцем «Буковини» після Фінкеля, якому вдалося оформити покер у Першій лізі), також нападник чернівецького клубу став 25-м виконавцем, котрому у Першiй лiзi вдалось вiдзначитись одразу чотирма забитими голами за одну гру.
У літнє міжсезоння 2024 року, після багатьох проведених років, за обопільною згодою сторін припинив співпрацю з рідним клубом. За цей час у складі «жовто-чорних» нападник провів сім сезонів, зіграв 153 офіційні матчі та відзначився 68 голами.
|                            | Василю, дякуємо за самовіддачу і характер, за величезну кількість важливих голів і незабутні емоції та за твою щиру любов до «Буковини»! Бажаємо успіхів, легендо! |
| — Пресслужба ФК «Буковина» | |

Перед стартом другої половини 2024/25 сезону підписав контракт з клубом «Пробій». Дебютним голом за нову команду відзначився 18 квітня 2025 року на 2-й хвилині в переможному (5:1) домашньому поєдинку 14-го туру групи «А» Другої ліги України проти клубу «Ужгород», у тому ж матчі на 69-ій хвилині Василь оформив дубль.

## Досягнення
Професіональний рівень
- Бронзовий призер Першої ліги України (2): 2009/10, 2010/11
- Переможець Другої ліги України (1): 2024/25

Аматорський рівень
- Чемпіон України (1): 2008

## Статистика
Станом на 1 червня 2025 року
| Україна               | Матчі | Кількість забитих м'ячів |
| --------------------- | ----- | ------------------------ |
| Прем'єр-ліга          | 5     | 0                        |
| Кубок                 | 18    | 2                        |
| Перша ліга            | 212   | 53                       |
| Друга ліга            | 77    | 35                       |
| Прем'єр-ліга (U-21)   | 8     | 2                        |
| Всього                | 320   | 92                       |
| Зарубіжжя             | Матчі | Кількість забитих м'ячів |
| Прем'єр-ліга Вірменії | 11    | 6                        |
| Кубок Вірменії        | 2     | 0                        |
| Вища ліга Молдови     | 10    | 2                        |
| Кубок Молдови         | 1     | 0                        |
| Всього                | 24    | 8                        |
| Всього за кар'єру     | 344   | 100                      |

## Особисте життя
Одружений, виховує сина.